# مونلا
مونلا (انگلیسی: Monella) فیلمی در ژانر اروتیک و کمدی به کارگردانی تینتو براس است که در سال ۱۹۹۸ منتشر شد. از بازیگران آن می‌توان به آنا آمیراتی، سرنا گراندی و کارلو رئالی اشاره کرد. داستان فیلم در دههٔ ۱۹۵۰ میلادی در ایتالیا می‌گذرد و دربارهٔ دختری جوان است که دربارهٔ عشق، جنسیت و محدودیت‌های اجتماعی تجربه‌هایی به دست می‌آورد.

## داستان
در دهه ۱۹۶۰ و در منطقه‌ای از استان ونتو، دو جوان به نام‌های لولا و توماسو از دو دنیای کاملاً متفاوت آمده‌اند. توماسو فرزند خانواده‌ای مرفه است که صاحب یک نانوایی کوچک بوده و در تلاش است آن را به کارخانه‌ای بزرگ‌تر تبدیل کند تا از دوران رونق اقتصادی بهره ببرد. خانواده او، به خصوص مادرش، بسیار مقید به اصول و ظاهر اجتماعی است. در سوی دیگر، لولا دختری جسور و آزاد است که مادرش، زایرا، زمانی خدمتکار کشتی مسافربری نوماندی بوده و اکنون با آشپز سابق همان کشتی، آندره، زندگی می‌کند؛ رابطه‌ای پیچیده که شاید فرزند لولا نتیجه آن باشد.
توماسو به دلیل شخصیت و سابقه لولا، تصمیم گرفته است تا قبل از ازدواج رابطه جنسی برقرار نکند و در عوض خواسته‌های خود را با دیگر زنان، از جمله روسپی‌ها، ارضا کند. اما لولا نمی‌تواند این انتظار را تحمل کند و با رفتارهای تحریک‌آمیز و قدم زدن‌های جسورانه سعی در جلب توجه او دارد. فیلم بیشتر بر تلاش‌های لولا برای جذب و اغوای توماسو تمرکز دارد.
اولین تلاش لولا برای نزدیک شدن به توماسو در انبار نانوایی با ورود ناگهانی شاگرد او به هم می‌خورد و بار دوم در هنگام قدم زدن کنار رودخانه نیز ناکام می‌ماند.
در ادامه، در کافه‌ای، دعوایی شدید بین آنها رخ می‌دهد؛ لولا با رقص بر آهنگ «لتس توئیست اگین» همراه با سه سرباز غریبه، توجه‌ها را جلب می‌کند، اما توماسو با قطع رقص او، درگیر درگیری با آنها می‌شود. پس از این حادثه، راهشان از هم جدا می‌شود؛ لولا در ماشین مرد غریبه‌ای می‌نشیند که می‌خواهد او را اغوا کند ولی موفق به فرار می‌شود، در حالی که توماسو برای انتقام نزد روسپی می‌رود و در آنجا به لولا ناسزا می‌گوید.
لولا سپس سعی می‌کند آندره را که به او علاقه دارد جذب کند، اما دخالت مادرش مانع از موفقیتش می‌شود.
در نهایت لولا نقشه می‌کشد و وانمود می‌کند توسط مرد غریبه در ماشین مورد تجاوز قرار گرفته است. توماسو که به جای همدردی، از اینکه دیگری پیش از او با نامزدش بوده عصبانی است، تصمیم می‌گیرد بالاخره رابطه‌شان را آغاز کند. اگرچه با توهین‌هایی همراه است، اما این شروعی برای ادامه زندگی مشترکشان می‌شود.
در پایان، آنها ازدواج می‌کنند و در جشن عروسی دوستانشان را گرد هم می‌آورند. شایعه‌ای وجود دارد که لولا در همان جشن با آندره نیز رابطه‌ای داشته، بی‌آنکه توماسو خبردار شود.